# Щитник чорношипий
Щитник чорношипий (Carpocoris fuscispinus) — вид клопів з родини щитників (Pentatomidae).

## Поширення
Поширений в більшій частині Європи, від південної Скандинавії до північного Середземноморського регіону, де він обмежений гірськими районами. Він відсутній на Британських островах і, можливо, вздовж атлантичного узбережжя Франції. На схід його ареал простягається через Анатолію, Іран, Центральну Азію, північну Індію та південну Росію до західного Китаю (Сіньцзян). Мешкає у всіх видах біотопів, у тому числі досить часто в лісах.

## Опис
Тіло завдовжки від 10,5 до 14 мм. Основне забарвлення тіла досить різноманітне, від сірувато-жовтого до червонувато-коричневого, з крихітними чорними крапками. У нього гостра кутова передньоспинка, більш помітна влітку, ніж восени. Внутрішній членик вусика коричневий, тоді як решта чотири забарвлені в чорний колір. Другий, четвертий і п'ятий членики приблизно однакової довжини один з одним, вони приблизно вдвічі довші за третій.

## Спосіб життя
Клоп під час свого розвитку проходить п'ять німфальних стадій. Розвиток триває приблизно 45 днів. Імаго та німфи живляться рослинним соком окружкових та айстрових. Зимує імаго.

## Підвиди
- Carpocoris fuscispinus hahni (Flor, 1856)
- Carpocoris fuscispinus incerta (Tamanini, 1959)
- Carpocoris fuscispinus maculosa (Tamanini, 1959)
- Carpocoris fuscispinus mediterranea (Tamanini, 1959)